# Серран, Франсишку
Франсишку Серран (порт. Francisco Serrão; ум. в 1521) — португальский путешественник и кузен Фернана Магеллана. Брат Жуана Серрана. Его путешествие 1512 года стало первым европейским плаванием на восток от Малакки через Индонезию к «Островам пряностей». Также стал личным советником султана Баянуллы, правителя Тернате, где и оставался вплоть до своей смерти.

## Путешествие
Серран служил капитаном одного из трёх кораблей под руководством Антониу ди Абреу, посланных из Малакки Афонсу д’Албукерки на поиски «Островов пряностей» (Банда) в 1511 году. Острова Банда были единственными в мире поставщиками мускатного ореха, в те времена высоко ценимого на европейских рынках. Португальцы хотели завладеть островами, чтобы не зависеть в поставках мускатного ореха от арабских торговцев, перепродававших его по непомерным ценам.
Малайские лоцманы вели экспедицию на восток мимо Явы и вдоль Малых Зондских островов, затем был взят курс на север к островам Банда через Амбон. Когда корабль Серрана стал на якорь в Гресике на Яве, сам он взял себе в жёны яванку, которая затем сопровождала его в дальнейших путешествиях. В 1512 году его корабль, получив повреждения, сумел добраться до острова Луко-Пино, на север от Амбона. Экспедиция оставалась на островах Банда около месяца, пока проводились закупки и погрузка мускатного ореха, а также гвоздики. Серран покинул острова в китайской джонке, купленной у местного торговца. Ди Абреу плыл через Амбон, в то время как Серран двинулся в направлении Молуккских островов.
С экипажем из девяти португальцев и пятью индонезийцами судно во время шквала село на риф у маленького острова. Когда жители острова, занимавшиеся грабежом потерпевших кораблекрушение судов, подплыли на лодке для разведки, Серран с командой прикинулись безоружными и беспомощными, но в то же время богатыми людьми. Когда же туземцы подплыли ближе, португальцы атаковали и овладели как лодкой, так и её экипажем. Последний был вынужден доставить Серрана с командой на Амбон, где они высадились в Хиту.
Доспехи, мушкеты и искусство стрельбы людей Серрана произвело впечатление на влиятельных правителей Хиту, пребывавших в состоянии войны с Луху, одним из основных поселений на острове Серам. Португальцев также доброжелательно встретили здесь и как покупателей еды и специй, так как из-за военных конфликтов временно были прерваны передвижения яванских и малайских мореходцев, что в свою очередь неблагоприятно сказалось на торговле специями. Новоприбывшие были взяты на службу в качестве военных наемников. О подвигах португальских наёмников вскоре стало известно соседям-соперникам Тернате и Тидоре, которые отправили своих послов с задачей завлечь Серрана с командой на свою сторону.
Поддержав султанат Тернате, Серран в качестве главы португальцев-наёмников состоял на службе у султана Баянуллы, одного из двух сильно враждовавших правителей острова, которые контролировали торговлю специями. Серран и султан стали близкими друзьями, и последний назначил португальца своим личным советником по всем делам, включая вопросы войны и семьи султана. В конце концов Серран решил остаться здесь, не предпринимая попыток вернуться.

## Последние годы
Письма Франсишку Серрана к Фернану Магеллану, описывающие «Острова пряностей», помогли Магеллану убедить испанского короля профинансировать его экспедицию к ним. Когда Серран загадочно умер на Тернате, Магеллан практически в то же время был убит на Филиппинах.